# 大石真丈
大石 真丈（おおいし まさひろ、1968年11月29日 - ）は、日本の男性総合格闘家。静岡県清水市。フリー。元修斗世界バンタム級王者。

## 来歴
静岡県立清水工業高校レスリング部（当時・伊野口監督）出身。卒業後、サラリーマンを続けながら本格的に格闘技のトレーニングを再開、アマチュアとして活動していたが、1993年11月25日にプロ修斗デビュー、脱サラし総合格闘家への道を歩む。
1999年3月28日のアレッシャンドリ・フランカ・ノゲイラ戦で当時無名に近かったノゲイラに1R腕ひしぎ十字固めで一本負け。その後阿部裕幸と0-1の引き分け、バレット・ヨシダに2R一本負けを喫し、ライト級（-65kg）からフェザー級（-60kg）へと階級を下げた。
2001年11月25日、修斗世界フェザー級タイトルマッチでマモルと対戦し、1Rに腕ひしぎ三角固めで一本勝ちを収め王座獲得に成功した。
2002年9月16日、修斗世界フェザー級タイトルマッチで挑戦者の池田久雄と対戦し、引き分けで王座の初防衛に成功した。
2003年8月10日、修斗世界フェザー級タイトルマッチで挑戦者の松根良太と対戦し、0-2の判定負けを喫し王座陥落した。
2003年11月23日、ZSTグランプリの1回戦で所英男に番狂わせの一本負けを喫した。
2004年11月3日、ZSTフェザー級グランプリの1回戦でステファン・ギリンダーに腕ひしぎ十字固めで一本勝ち。1月23日の準決勝で所英男に判定勝ちを収めリベンジを果たす。1月23日の決勝戦でレミギウス・モリカビュチスにKO負けを喫した。
2006年5月27日、ZST GT-F2（第2回フェザー級グラップリングトーナメント）に出場。1回戦でフーベンス・シャーレスに腕ひしぎ十字固めで一本負け。
2007年9月8日、CAGE FORCE初出場となったCAGE FORCE 04で中原太陽に右目の負傷でTKO勝ち。
2008年4月8日、CAGE FORCE 06のバンタム級王座決定トーナメント1回戦でポール・マックベイと対戦。2RにバックマウントからのパウンドでTKO勝ちを収めた。9月27日、CAGE FORCE 08のトーナメント準決勝で徹肌ィ郎と対戦し、判定勝ち。12月6日、CAGE FORCE 09のトーナメント決勝で水垣偉弥と対戦し、パウンドでTKO負け。準優勝に終わった。
2009年10月25日、初出場となったパンクラスで井上学と対戦し、0-3の判定負け。修斗王者のパンクラス参戦はこれが初めてとなった。所属ジムであったSHOOTO GYM K'z FACTORYがパンクラス参戦を認めず、フリーランスとしての参戦となった。
2011年2月6日、パンクラス・バンタム級次期王座挑戦者査定試合で滝田J太郎と対戦し、1-0の判定ドローとなった。

## 人物・エピソード
- ジャッカル大石というリングネームを使用していたことがある。

## 戦績

### 総合格闘技
| 総合格闘技 戦績 | 総合格闘技 戦績 | 総合格闘技 戦績 | 総合格闘技 戦績 | 総合格闘技 戦績 | 総合格闘技 戦績 | 総合格闘技 戦績 |
| --------------- | --------------- | --------------- | --------------- | --------------- | --------------- | --------------- |
| 46 試合         | (T)KO           | 一本            | 判定            | その他          | 引き分け        | 無効試合        |
| 21 勝           | 4               | 13              | 4               | 0               | 9               | 0               |
| 16 敗           | 6               | 5               | 5               | 0               | 9               | 0               |

| 勝敗 | 対戦相手                             | 試合結果                            | 大会名                                                                   | 開催年月日     |
| ×    | 山下裕恭                             | 5分2R終了 判定1-2                   | Global Fightingsport Game                                                | 2023年11月23日 |
| ×    | 沼倉雄太                             | 5分2R終了 判定0-3                   | PANCRASE 2012 PROGRESS TOUR                                              | 2012年1月28日  |
| △    | 赤井太志朗                           | 5分2R終了 判定0-1                   | PANCRASE 2011 IMPRESSIVE TOUR                                            | 2011年9月4日   |
| △    | 滝田J太郎                            | 5分2R終了 判定1-0                   | PANCRASE 2011 IMPRESSIVE TOUR 【バンタム級次期王座挑戦者査定試合】       | 2011年2月6日   |
| ○    | 西村広和                             | 2R 3:46 TKO（タオル投入）           | PANCRASE 2010 PASSION TOUR                                               | 2010年11月3日  |
| ○    | 村田卓実                             | 1R 3:34 三角絞め                    | PANCRASE 2010 PASSION TOUR                                               | 2010年8月8日   |
| ×    | マイケル・モルティマー               | 3R 3:47 TKO（ドクターストップ）     | Rize 5: Revolution                                                       | 2010年5月29日  |
| ×    | 井上学                               | 5分3R終了 判定0-3                   | PANCRASE 2009 CHANGING TOUR                                              | 2009年10月25日 |
| ×    | グスタヴォ・ファルシローリ           | 2R 2:02 TKO（パンチ連打）           | Rize 1: Rize MMA                                                         | 2009年5月23日  |
| ×    | 水垣偉弥                             | 2R 0:57 TKO（パウンド）             | CAGE FORCE 09 【バンタム級王座決定トーナメント 決勝】                    | 2008年12月6日  |
| ○    | 徹肌ィ郎                             | 5分3R終了 判定3-0                   | CAGE FORCE 08 【バンタム級王座決定トーナメント 準決勝】                  | 2008年9月27日  |
| ○    | ポール・マックベイ                   | 2R 3:13 TKO（バックマウントパンチ） | CAGE FORCE 06 【バンタム級王座決定トーナメント 1回戦】                   | 2008年4月5日   |
| ○    | アルテミジェ・シテンコフ             | 2R 1:40 三角絞め                    | HERO'S LITHUANIA 2007                                                    | 2007年11月10日 |
| ○    | 中原太陽                             | 1R 3:55 TKO（右目の負傷）           | CAGE FORCE 04                                                            | 2007年9月8日   |
| ○    | 稲津航                               | 1R 2:59 腕ひしぎ十字固め            | ZST.13                                                                   | 2007年6月10日  |
| △    | 今泉堅太郎                           | 5分2R終了 時間切れ                  | ZST.12                                                                   | 2007年2月12日  |
| ×    | セルゲイ・グレイチコ                 | 1R 0:31 KO（パンチ）                | ZST.10                                                                   | 2006年9月10日  |
| ○    | セルゲイ・ユシュケビュチス           | 1R 2:57 三角式アームロック          | Shooto Lithuania: Bushido                                                | 2006年4月23日  |
| ○    | 奥出雅之                             | 2R 0:44 三角絞め                    | ZST.8                                                                    | 2005年11月23日 |
| ○    | 秋本じん                             | 1R 3:14 腕ひしぎ十字固め            | 修斗                                                                     | 2005年7月30日  |
| △    | 植村"ジャック"龍介                   | 5分3R終了 時間切れ                  | ZST.7                                                                    | 2005年5月3日   |
| △    | エウジェニウ・コンコフ               | 判定                                | Shooto Lithuania: Chaosas                                                | 2005年4月7日   |
| ×    | レミギウス・モリカビュチス           | 1R 3:13 KO（左フック）              | ZST-GP2 ファイナルステージ 【フェザー級トーナメント 決勝】               | 2005年1月23日  |
| ○    | 所英男                               | 5分2R+延長3分1R終了 判定2-1         | ZST-GP2 ファイナルステージ 【フェザー級トーナメント 準決勝】             | 2005年1月23日  |
| ○    | ステファン・ギリンダー               | 1R 0:31 腕ひしぎ十字固め            | ZST-GP2 オープニングステージ 【フェザー級トーナメント 1回戦】            | 2004年11月3日  |
| ×    | ジェフ・カラン                       | 1R 0:44 フロントチョーク            | ZST.6                                                                    | 2004年9月12日  |
| ○    | 内山貴博                             | 1R 4:31 腕ひしぎ十字固め            | ZST.5                                                                    | 2004年5月5日   |
| ×    | 所英男                               | 1R 3:13 腕ひしぎ十字固め            | ZST GP 開幕戦 【1回戦】                                                  | 2003年11月23日 |
| ×    | 松根良太                             | 5分3R終了 判定0-2                   | 修斗 世界三大チャンピオンシップ 【修斗世界フェザー級チャンピオンシップ】 | 2003年8月10日  |
| △    | 池田久雄                             | 5分3R終了 判定1-0                   | 修斗 TREASURE HUNT 10 【修斗フェザー級チャンピオンシップ】               | 2002年9月16日  |
| ○    | マモル                               | 1R 1:44 腕ひしぎ三角固め            | 修斗 SHOOTO TO THE TOP 【修斗フェザー級チャンピオンシップ】              | 2001年11月25日 |
| ○    | 太田吉信                             | 2R 2:48 スリーパーホールド          | 修斗 SHOOTO TO THE TOP                                                   | 2001年3月2日   |
| ○    | 西澤正樹                             | 1R 4:12 KO（バックマウントパンチ）  | 修斗 SHOOTO TO THE TOP                                                   | 2001年1月19日  |
| ×    | バレット・ヨシダ                     | 2R 1:48 スリーパーホールド          | 修斗 R.E.A.D.                                                            | 2000年5月22日  |
| △    | 阿部裕幸                             | 5分2R終了 判定0-1                   | IV 修斗 the Renaxis 1999                                                 | 1999年9月5日   |
| ×    | アレッシャンドリ・フランカ・ノゲイラ | 1R 3:11 腕ひしぎ十字固め            | II 修斗 the Renaxis 1999                                                 | 1999年3月28日  |
| ×    | シャイアン・パダケン                 | 1R 1:18 KO（パンチ）                | SuperBrawl 11 【ライト級トーナメント 1回戦】                             | 1999年2月2日   |
| ○    | 野中公人                             | 2R 1:18 腕ひしぎ十字固め            | 修斗 SHOOTO GIG '98 2nd                                                  | 1998年7月18日  |
| ○    | 藤田義弘                             | 1R 2:40 チキンウィングアームロック  | 修斗 Las Grandes Viajes 2                                                | 1998年3月1日   |
| ×    | 池田久雄                             | 5分2R終了 判定0-3                   | 修斗 III Reconquista                                                     | 1997年8月27日  |
| ○    | 高山義幸                             | 5分2R終了 判定3-0                   | 修斗 SHOOTO GIG                                                          | 1997年6月25日  |
| ○    | 赤崎勝久                             | 1R 2:12 腕ひしぎ十字固め            | 修斗 LET'S GET LOST 〜失地回復〜                                         | 1996年10月4日  |
| △    | 池田久雄                             | 3分3R終了 判定1-1                   | 修斗 VALE-TUDO JUNCTION 2                                                | 1996年3月5日   |
| △    | 野中公人                             | 3分3R終了 判定85-85                 | 修斗                                                                     | 1995年11月7日  |
| ×    | 鈴木マサト                           | 2R 0:43 腕ひしぎ十字固め            | 修斗 VALE TUDO ACCESS                                                    | 1994年9月26日  |
| ○    | 夢来義明                             | 3分3R終了 判定3-0                   | 修斗                                                                     | 1993年11月25日 |

### グラップリング
| 勝敗 | 対戦相手               | 試合結果                 | 大会名                       | 開催年月日    |
| ×    | フーベンス・シャーレス | 1R 3:53 腕ひしぎ十字固め | ZST GT-F2 【1回戦】          | 2006年5月27日 |
| ×    | 所英男                 | 2R終了 判定0-3           | ZST GT-F 【1回戦】           | 2004年3月7日  |
| ×    | 林秀徳                 | 7分終了 ポイント0-2      | Ground Impact um             | 2002年5月2日  |
| ×    | 中塚靖人               | 判定                     | ADCC 2000 日本予選 【2回戦】 | 2000年1月23日 |
| ○    | 北原暢彦               | ポイント4-0              | ADCC 2000 日本予選 【1回戦】 | 2000年1月23日 |

## 獲得タイトル
- 第2代修斗世界フェザー級王座（2001年）